# Bang của Đế quốc Đức

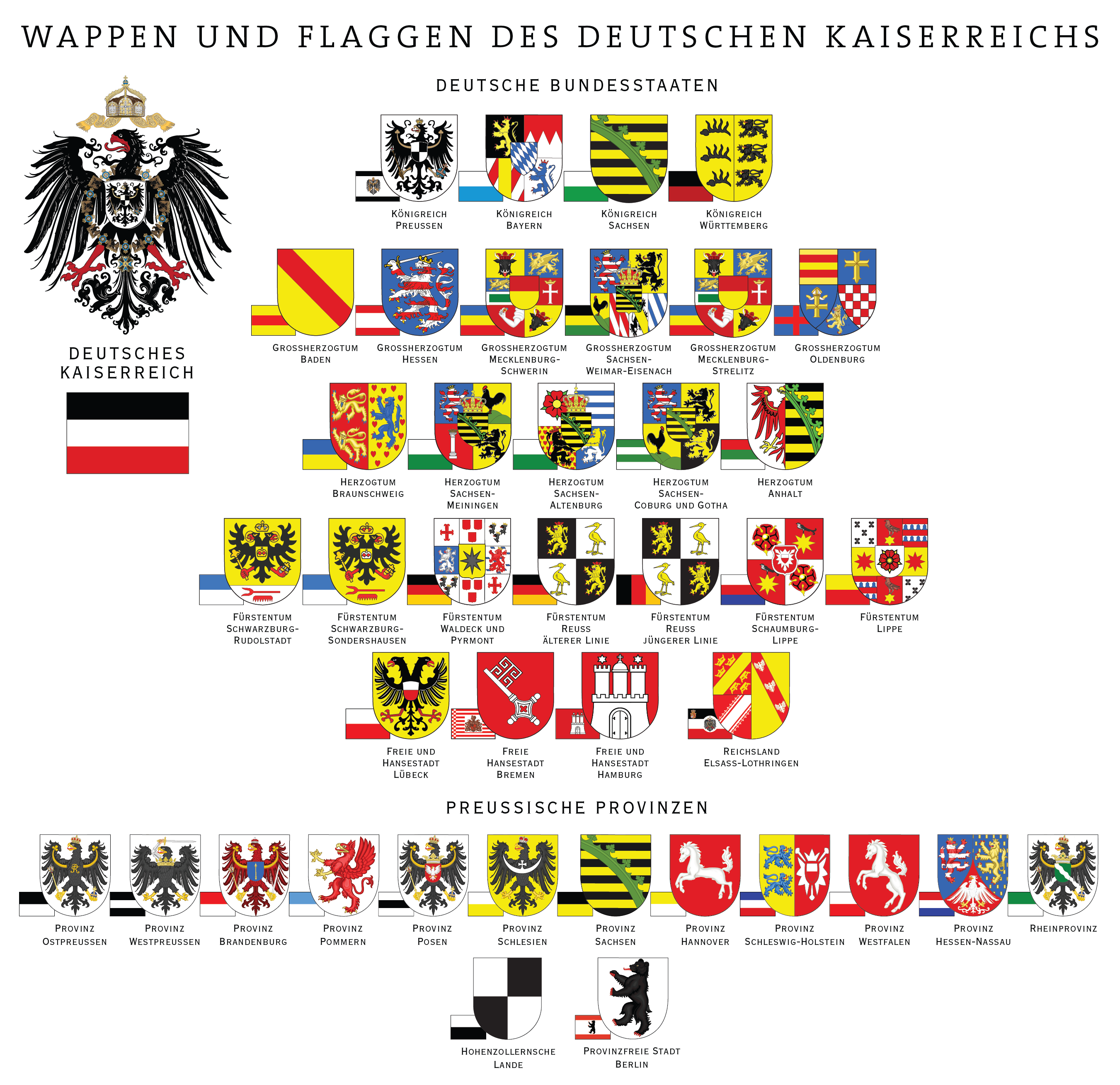
Quốc huy của các nhà nước trong Đế chế Đức (5 hàng trên) và huy hiệu của các tỉnh trong Vương quốc Phổ (2 hàng dưới), năm 1900

Bản đồ các Nhà nước cấu thành nên Đế chế Đức (1871-1918)

Đế quốc Đức được hợp thành bởi 27 nhà nước, trong đó lớn nhất là Vương quốc Phổ và Lãnh thổ Hoàng gia Alsace-Lorraine. Những thực thể cấu thành được gọi là nhà nước, hoặc Staaten (hoặc Bundesstaaten, tức là các nhà nước liên bang, một cái tên bắt nguồn từ Liên bang Bắc Đức  trước đó; chúng được gọi là Länder - Bang trong thời Cộng hòa Weimar), mỗi nhà nước đều có phiếu bầu trong Bundesrat (Hội đồng Liên bang), điều này mang lại cho họ quyền đại diện ở cấp liên bang, tuy nhiên chỉ có Vương quốc Phổ có 17 phiếu cầu, còn những nhà nước khác thì không nơi nào có quá 6 phiếu bầu, trong đó 17/26 nhà nước chỉ có 1 phiếu bầu.
Một số nhà nước trong số này đã giành được chủ quyền sau khi Đế chế La Mã Thần thánh bị giải thể. Các lãnh thổ khác được thành lập với tư cách là các quốc gia có chủ quyền sau Đại hội Viên năm 1815. Các lãnh thổ không nhất thiết phải tiếp giáp nhau, chẳng hạn như Vương quốc Bayern hoặc Đại công quốc Oldenburg — nhiều lãnh thổ tách biệt khỏi lãnh thổ chính, bị bao bọc bởi nhà nước khác, đây là kết quả của các vụ mua lại, hoặc trong một số trường hợp là do sự phân chia đất đai của các nhánh gia tộc cầm quyền.
Thân vương liên bang (Bundesfürst) là thuật ngữ chung dùng để gọi các nguyên thủ của nhà nước thế tục (Quân chủ) trong Đế chế Đức. Đế chế là một quốc gia liên bang, với các nhà nước cấu thành là những quốc gia có chủ quyền. Tổng cộng, có 22 Thân vương liên bang của Đế chế Đức và thêm 3 nguyên thủ của Thành bang tự do và người quản lý lãnh thổ đế chế Alsace-Lorraine. Các nhà nước trở thành một phần của Kaiserreich theo một hiệp ước năm 1871. Kaiser với tư cách là người đứng đầu đế chế đã được phong tước hiệu Hoàng đế Đức, đồng thời là một Thân vương liên bang với tư cách là Vua của Phổ, quốc gia có chủ quyền với diện tích rộng nhất đế chế. Các nhà nước của Đế chế Đức rất đa dạng về chính thể, trong đó có 4 Vương quốc gồm: Phổ, Bayern, Sachsen và Württemberg; 6 Đại công quốc; 6 Công quốc; 7 Thân vương quốc; 3 Thành bang tự do và 1 Lãnh thổ đế chế.

## Vương quốc trong Đế chế
1. Vương quốc Phổ (bản thân nó được chia thành các tỉnh; bao gồm Công quốc Sachsen-Lauenburg, cai trị trong liên minh cá nhân cho đến khi sáp nhập vào ngày 1 tháng 7 năm 1876)
2. Vương quốc Bayern (1805-1918), tiền thân là Tuyển hầu xứ Bayern (1623-1805), được cai trị bởi Nhà Wittelsbach thuộc nhánh Pfalz-Birkenfeld.
3. Vương quốc Sachsen (1806 - 1918), tiền thân là Tuyển hầu xứ Sachsen (1356-1806), được cai trị bởi Nhà Wettin thuộc nhánh Albertine.
4. Vương quốc Württemberg (1805-1918), tiền thân là Tuyển hầu xứ Württemberg (1803-1806), được cai trị bởi Nhà Württemberg.

## Đại công quốc trong Đế chế
1. Đại công quốc Baden (1806-1918), tiền thân là Tuyển hầu xứ Baden (1803-1806), được cai trị bởi Nhà Zähringen.
2. Đại công quốc Hessen (1806-1918), tiền thân là Bá quốc Hessen-Darmstadt (1567-1806), được cai trị bởi Nhà Hessen thuộc nhánh Darmstadt.
3. Đại công quốc Mecklenburg-Schwerin (1815-1918), tiền thân là Công quốc Mecklenburg-Schwerin (1701-1815), được cai trị bởi Nhà Mecklenburg thuộc nhánh Schwerin.
4. Đại công quốc Mecklenburg-Strelitz (1815-1918), tiền thân là Công quốc Mecklenburg-Strelitz (1701-1815), được cai trị bởi Nhà Mecklenburg thuộc nhánh Strelitz.
5. Đại công quốc Oldenburg (1815-1918), tiền thân là Công quốc Oldenburg (1774-1810), được cai trị bởi Nhà Holstein-Gottorp.
6. Đại công quốc Sachsen-Weimar-Eisenach (1903-1918), tiền thân là Công quốc Sachsen-Weimar-Eisenach (1809-1903), được cai trị bởi Nhà Wettin thuộc nhánh Ernestine.

## Công quốc trong Đế chế
1. Công quốc Anhalt (1806-1918), tiền thân là Thân vương quốc Anhalt (1218-1806), được cai trị bởi Nhà Ascania.
2. Công quốc Brunswick (1815-1918), tiền thân là Thân vương quốc Brunswick-Wolfenbüttel (1269-1815), được cai trị bởi Nhà Hannover.
3. Công quốc Sachsen-Altenburg (1602-1918), tiền thân là Công quốc Sachsen-Weimar (1572-1809), được cai trị bởi Nhà Wettin thuộc nhánh Ernestine.
4. Công quốc Sachsen-Coburg và Gotha (1826-1918), tiền thân là Công quốc Sachsen-Coburg-Saalfeld (1735-1826) và Công quốc Sachsen-Gotha-Altenburg (1680-1826), được cai trị bởi Nhà Wettin thuộc nhánh Ernestine.
5. Công quốc Sachsen-Lauenburg (1296-1803 & 1814-1876), tiền thân là một phần của Công quốc Sachsen (804-1296), được cai trị bởi Nhà Oldenburg. Năm 1876, nó được sáp nhập vào Vương quốc Phổ và Vương tộc Hohenzollern cai trị dưới hình thức Liên minh cá nhân.
6. Công quốc Sachsen-Meiningen (1680-1918), tiền thân là Công quốc Sachsen-Gotha (1640-1680), được cai trị bởi Nhà Wettin thuộc nhánh Ernestine.

## Thân vương quốc trong Đế chế
1. Thân vương quốc Lippe-Detmold (1789-1918), tiền thân là Bá quốc Lippe (1413-1789), được cai trị bởi Nhà Lippe.
2. Thân vương quốc Reuss-Gera (1806-1918), tiền thân là Bá quốc hoàng gia Reuss (1010-1778), được cai trị bởi Nhà Reuss thuộc nhánh dưới.
3. Thân vương quốc Reuss-Greiz (1778-1848), tiền thân là Bá quốc hoàng gia Reuss (1010-1778), được cai trị bởi Nhà Reuss thuộc nhánh trên.
4. Thân vương quốc Schaumburg-Lippe (1647-1918), tiền thân là Bá quốc Schaumburg (1110-1640), được cai trị bởi Nhà Schaumburg-Lippe.
5. Thân vương quốc Schwarzburg-Rudolstadt (1599-1918), tiền thân là Bá quốc Schwarzburg, được cai trị bởi Nhà Schwarzburg.
6. Thân vương quốc Schwarzburg-Sondershausen (1599-1918), tiền thân là Bá quốc Schwarzburg, được cai trị bởi Nhà Schwarzburg.
7. Thân vương quốc Waldeck và Pyrmont (1180-1918), tiền thân là Bá quốc Schwalenberg và Bá quốc Pyrmont, được cai trị bởi Nhà Waldeck và Pyrmont.

## Thành bang tự do trong Đế chế
1. Thành bang Hanse tự do Bremen.
2. Thành bang Hanse tự do Hamburg.
3. Thành bang Hanse tự do Lübeck

## Lãnh thổ hoàng gia trong Đế chế
Khác với tất cả các nhà nước cấu thành nói trên, khu vực này, bao gồm phần lãnh thổ được Đệ Tam Cộng hòa Pháp nhượng lại vào năm 1871 sau Chiến tranh Pháp-Phổ, lần đầu tiên được quản lý trực tiếp bởi chính quyền trung ương, nhưng được trao quyền tự trị hạn chế vào năm 1911 với một Nghị viện của riêng mình.
1. Alsace-Lorraine (1871-1918)